# Kup europskih prvaka u rukometu 1987./88.
Ovo je 28. izdanje Kupa europskih prvaka u rukometu. Sudjelovalo je 29 momčadi. Nakon dva kruga izbacivanja igrale su se četvrtzavršnica, poluzavršnica i završnica. Hrvatski predstavnik nije sudjelovao u tom natjecanju.

## Turnir

### Poluzavršnica
- Metaloplastika Šabac -  CSKA Moskva 24:24, 16:16
- TUSEM Essen -  Elgorriaga Bidasoa 22:7, 12:19

### Završnica
- CSKA Moskva -  TUSEM Essen 18:15, 18:21

- europski prvak:  CSKA Moskva (prvi naslov)

## Vanjske poveznice
- Opširnije